# Žarko Paspalj
Žarko Paspalj (serbio:Жарко Паспаљ) (Nacido el 27 de marzo de 1966 en Pljevlja, Montenegro, antigua Yugoslavia) es un exjugador de baloncesto serbio que disputó una temporada en la NBA, jugando posteriormente en la liga griega y en la italiana. Surgió de las categorías inferiores del modesto Buducnost de Titogrado, fue fichado en seguida por el Partizán de Belgrado. Con 2,08 metros de estatura, jugaba en la posición de alero.

## Trayectoria deportiva
Tras pasar por el Partizán, recala en los San Antonio Spurs de la NBA, pero acabada la temporada se vuelve a Europa para jugar primero en el Olimpiacos y luego en el Panathinaikos. También jugó en el Aris Salónica BC, Panionios, Paris Racing y Virtus Bolonia.

### Equipos
- Budućnost (1984–1986)
- Partizan Belgrado (1986–1989)
- San Antonio Spurs (1989–1990)
- Partizan Belgrado (1990–1991)
- Olimpiacos (1991–1994)
- Panathinaikos (1994–1995)
- Panionios (1995–1996)
- Paris Racing (1996–1997)
- Aris Salonica (1997–1998)
- Kinder Bologna (1998)

### Palmarés
- Liga yugoslava: 1987
- Copa yugoslava: 1989
- Copa Korac: 1989
- Liga griega: 1993, 1994
- Copa griega: 1994, 1998
- Liga francesa: 1997

## Estadísticas de su carrera en la NBA

### Temporada regular
| Temp.   | Edad | Equipo      | Liga | P  | TIT | MIN | TC  | TCA | %TC  | 3P  | 3PA | %3P  | TL  | TLA | %TL  | R.OF. | R.DEF. | REB | ASIS | ROB | TAP | PER | FP  | PTS |
| 1989-90 | 23   | San Antonio | NBA  | 28 | 1   | 6.5 | 1.0 | 2.8 | .342 | 0.0 | 0.0 | .000 | 0.6 | 0.8 | .818 | 0.5   | 0.5    | 1.1 | 0.4  | 0.1 | 0.3 | 0.8 | 1.3 | 2.6 |
| Total   |      |             | NBA  | 28 | 1   | 6.5 | 1.0 | 2.8 | .342 | 0.0 | 0.0 | .000 | 0.6 | 0.8 | .818 | 0.5   | 0.5    | 1.1 | 0.4  | 0.1 | 0.3 | 0.8 | 1.3 | 2.6 |

## Selección
Con la selección ha sido tres veces campeón de Europa, una del mundo en 1990 y subcampeón olímpico en 1988 y 1996.